# کارن لیبویتچ
کارن لیبویتچ (به انگلیسی: Keren Leibovitch) (زادهٔ ۲۵ ژوئیهٔ ۱۹۷۳) شناگر اهل اسرائیل است.